# Pont Joseph-Édouard-Perrault
Le pont Joseph-Édouard-Perrault, anciennement connu sous le nom de pont Perrault-Charbonneau, est un pont couvert situé à Warwick au Québec (Canada). Construit en 1908, il est utilisé pour la circulation automobile jusqu'à 1957. Il a été classé monument historique en 1999.

## Historique
Acquis par la municipalité de Warwick en 1998, le pont est entièrement rénové en 2011. Le pont est à nouveau inauguré le 26 septembre 2011 à la suite d'un investissement de 340 000 CAD.

## Galerie

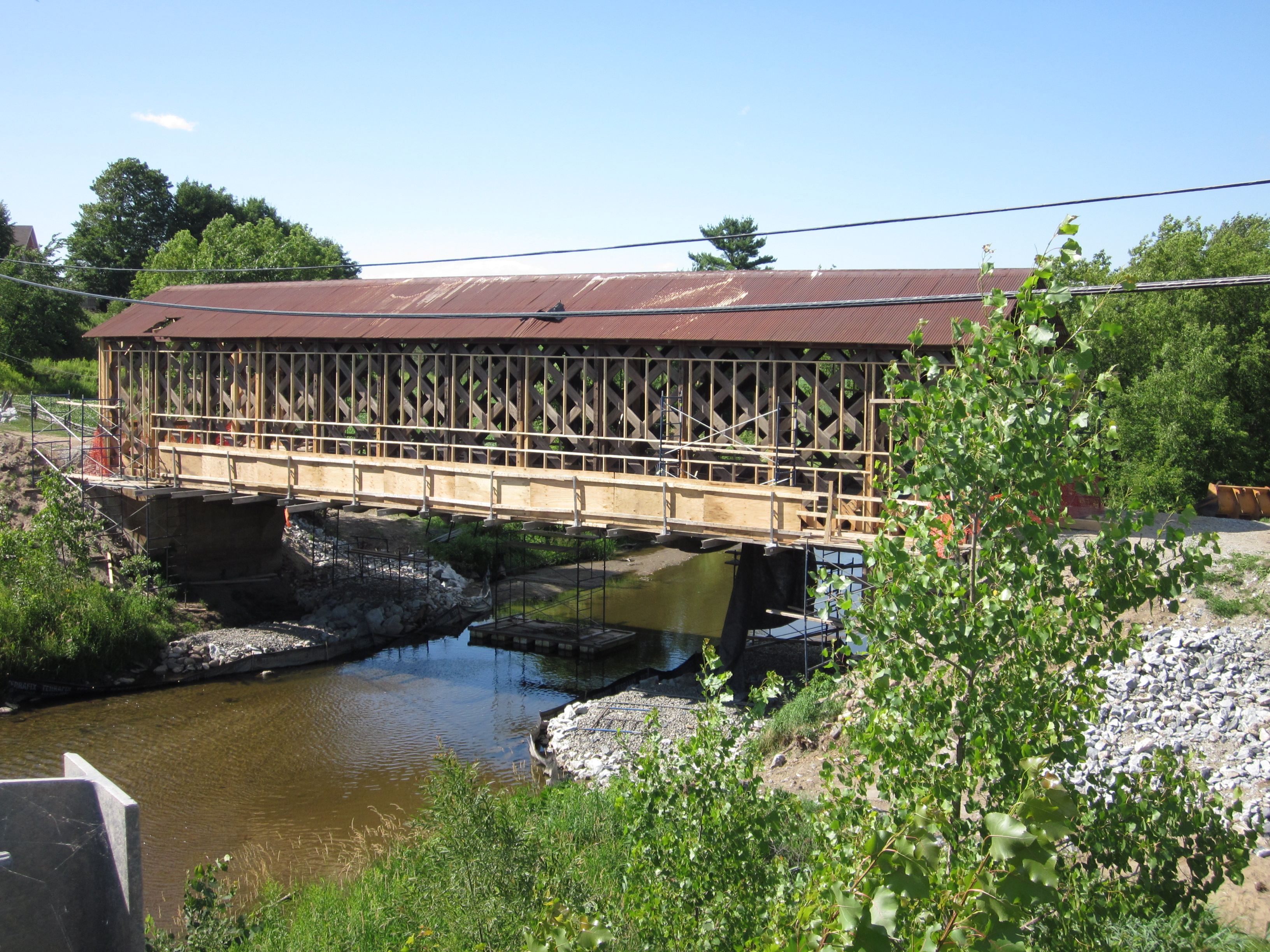
Rénovations, juillet 2011. On peut remarquer la ferme Town utilisée.
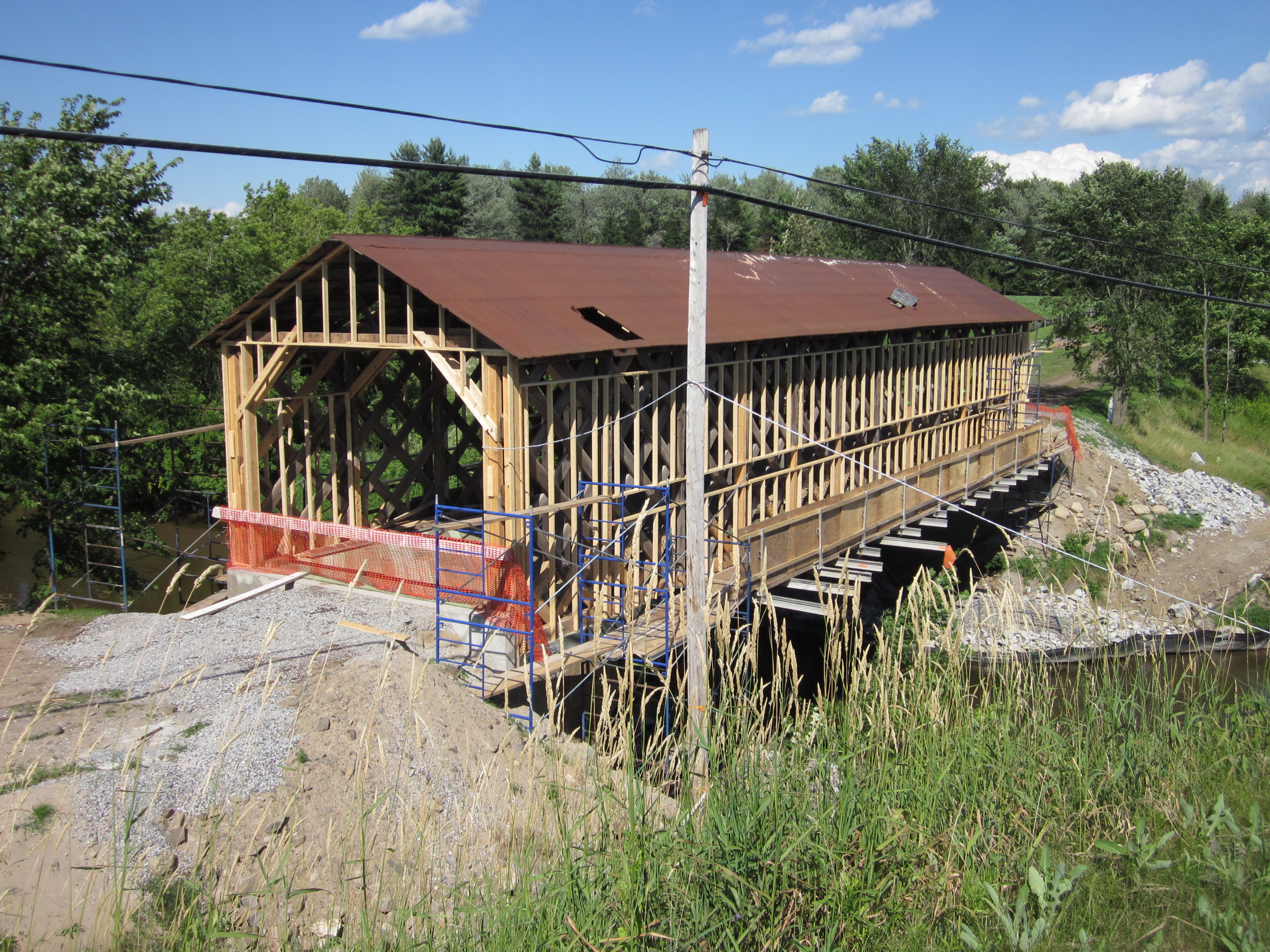
Rénovations, juillet 2011.

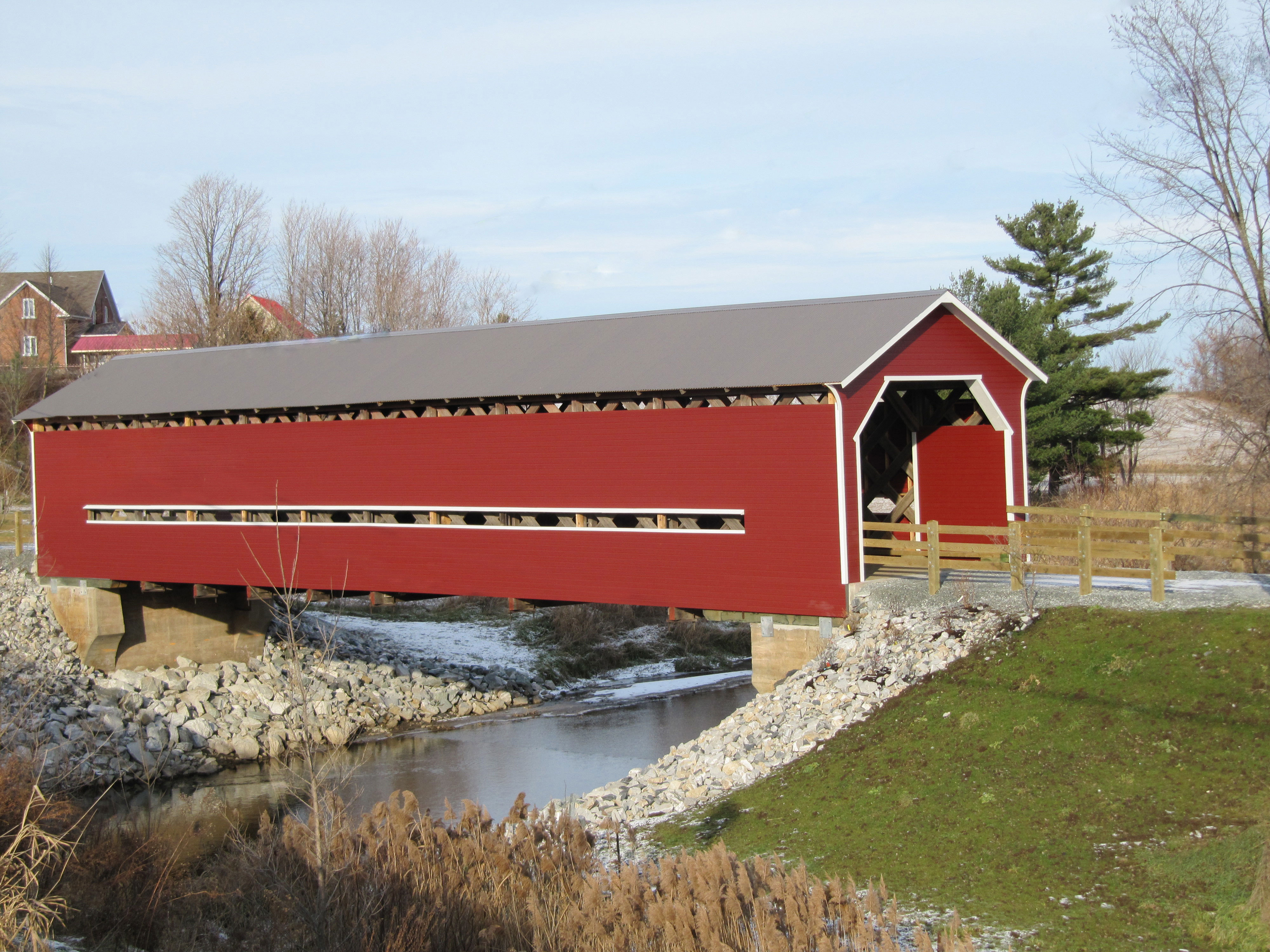
Décembre 2011.
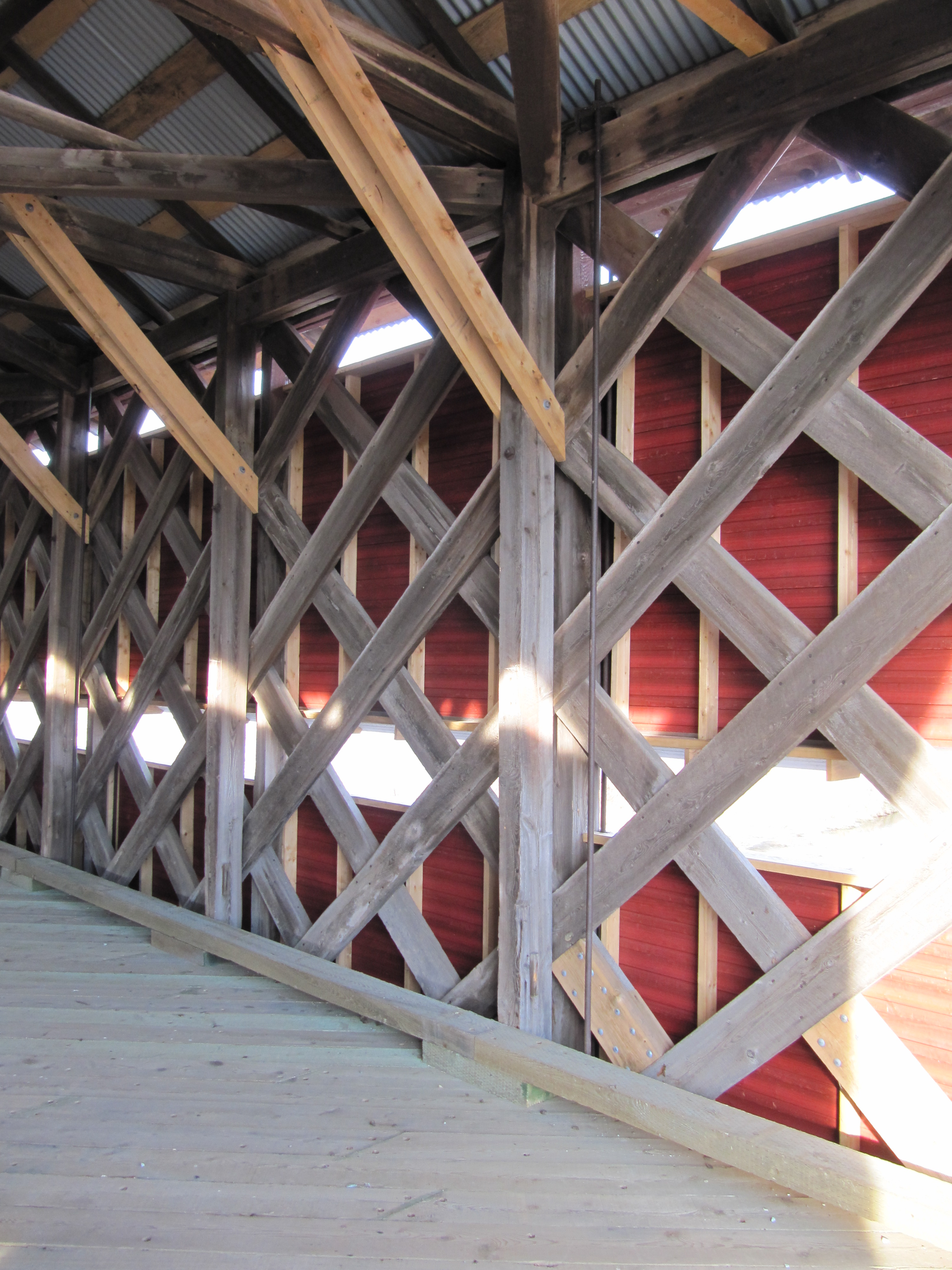
Décembre 2011.
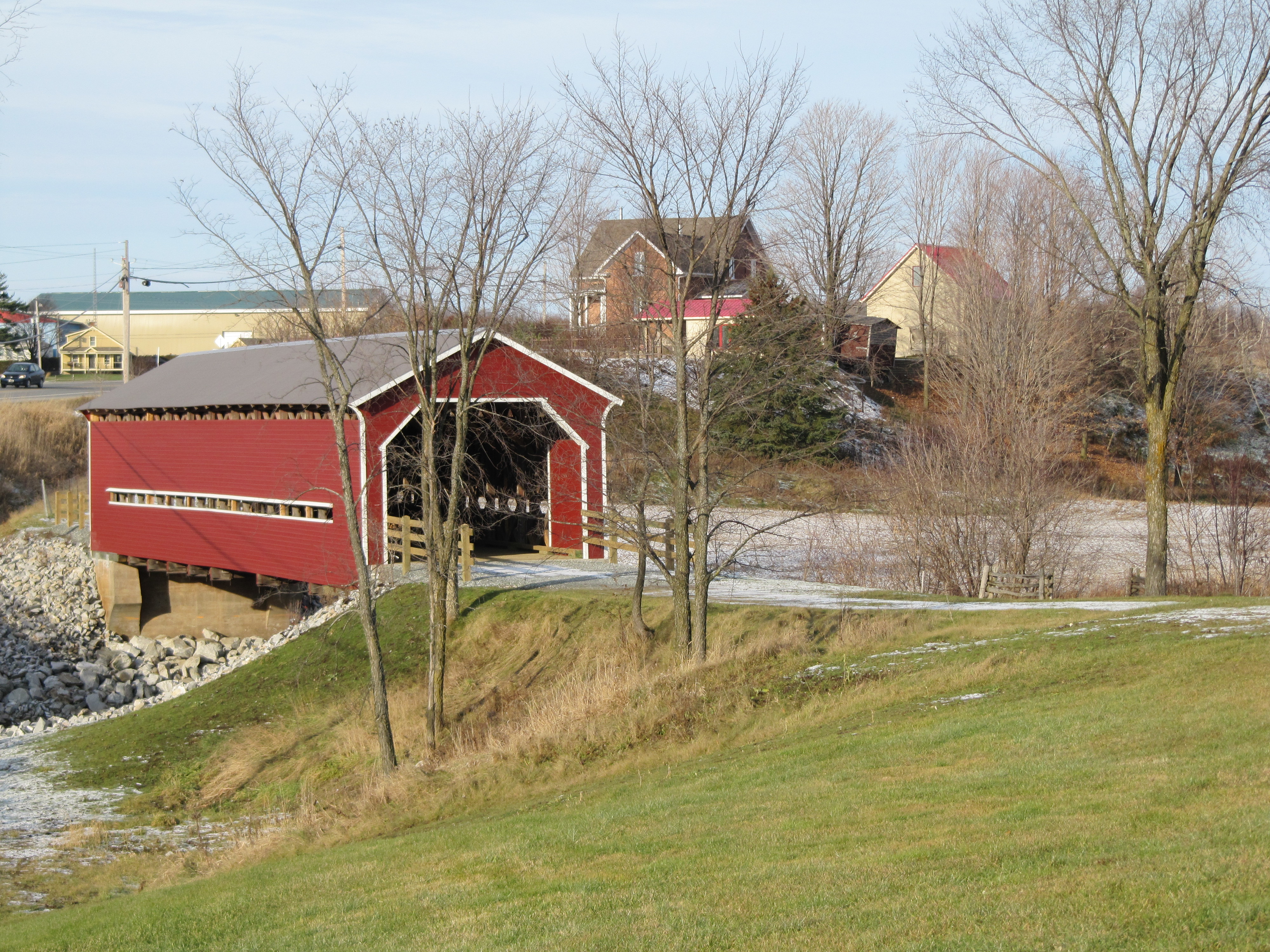
Décembre 2011.